# Slow Down Baby
Slow Down Baby är en låt från Christina Aguileras CD Back to Basics. Singeln släpptes dock bara i Australien, den 28 juli 2007.